# Illocutionaire handeling
De pragmatiek geeft met het begrip illocutionaire handeling, (kortweg illocutie, Engels: illocutionary act) een onderdeel van een taalhandeling aan. Het is het onderdeel waarmee de spreker middels de locutie te kennen geeft wat hij aan de hoorder bedoelt te zeggen. De oorsprong van het begrip ligt in het werk How to Do Things With Words van John Austin. Tegenwoordig gebruikt men dit begrip in veel meer betekenissen dan die welke Austin oorspronkelijk voor ogen had, namelijk behalve voor beloftes, bevelen enz. ook voor gewone bevestigende taaluitingen.

## Uitleg
Een enkele taalhandeling kent drie categorieën:
1. locutie
2. illocutie
3. perlocutie

Een illocutie kent twee elementen:
1. de illocutionaire modaliteit (ook wel illocutionaire kracht of illocutionaire gerichtheid genoemd)
2. de propositionele inhoud

De gesproken zin "Weet u ook hoe laat het is?" is op zichzelf en onafhankelijk van betekenis en bedoeling niet veel meer dan een reeks geproduceerde klanken (locutie).
De illocutie, dat wat de auteur bedoelt te zeggen, kun je beschrijven als: Ik vraag (de tijd). Waarbij hetgeen wat voor de haakjes staat de illocutionaire modaliteit is. Wat tussen de haakjes staat is de propositionele inhoud (dat wat je vraagt).

### Illocutie en performatieve werkwoorden
Performatieve werkwoorden - zoals "beloven", "meedelen" en "waarschuwen" in het Nederlands - kunnen worden gebruikt om het illocutionaire karakter van een taaluiting in de uiting zelf duidelijker naar voren te laten komen.

### Voorbeelden
Een taalhandeling met de locutie (de reeks klanken) "Het tocht hier" kan een illocutie bevatten. De spreker kan hier mee bedoelen te zeggen dat hoorder(s) iets aan het tochten moeten doen. De illocutie kun je dan formuleren als: Ik geef opdracht (verhelp het tochten). De perlocutie is in dat geval "de hoorder overhalen de deur/het raam dicht te doen". Een taalhandeling hoeft geen illocutionair met eventueel perlocutionair element te bevatten. Hiervan is bijvoorbeeld sprake wanneer auteur de zin alleen maar zegt ter oefening van zijn stem.
De zin "Ik beloof je dat ik dat morgen zal doen" bevat een perfomatief werkwoord, in tegenstelling tot "Ik zal dat morgen doen". Iets anders geformuleerd: in de eerste zin is sprake van een directe taalhandeling, terwijl de zin zonder performatief werkwoord een afgeleide taalhandeling bevat waarin de conversationele implicatuur centraal staat; in dit geval moet de toehoorder de illocutie uit de taalhandeling afleiden aan de hand van de buitentalige context waarin de taalhandeling gedaan is. Afhankelijk van deze context kan de zin zonder performatief werkwoord immers ook net iets anders betekenen dan de zin met het werkwoord beloven.

## Illocutionaire kracht
Volgens sommige navolgers van Austin, zoals David Holcroft, ligt de kracht van een illocutie (illocutionary force) eerder besloten in de wil van de spreker om de voltooiing van een bepaalde daad te bereiken dan in het feitelijk bereiken van deze voltooiing. Voor dit laatste moeten immers ook de buiten de taal gelegen omstandigheden gunstig zijn.
Ter illustratie: de uitspraak "Wat is het koud hierbinnen!" kan in bepaalde context een verwijt zijn aan het adres van de toegesprokene, omdat die er niet voor heeft gezorgd dat het in de betreffende ruimte warm is. Hieruit blijkt dat de illocutionaire kracht van een illocutie in een taalhandeling afhankelijk is van de situatie waarin de taalhandeling plaatsvindt.
Searle ziet de wil van de spreker als intentionele toestand die oorzaak kan zijn van de taalhandeling waarin het illocutionair element besloten ligt. Hij stelt dat iets willen iets anders is dan spreken over wat je wil. Het gegeven dat ik wil dat het tochten ophoudt wil niet zeggen dat ik daarom de taalhandeling zal doen het tocht. Misschien ben ik daarvoor te verlegen. Pas als ik besluit (een intentionele toestand die Searle de handeling-voorafgaande-intentie noemt) te zeggen "het tocht" zal ik ook zeggen "het tocht". Dit besluit kan een relatie hebben met andere intentionele toestanden (holistisch netwerk), waaronder de wens dat het tochten ophoudt (ik wil (het tochten stoppen)) en het proberen voor elkaar te krijgen dat het tochten ophoudt (ik probeer (het tochten te stoppen)).